# Passiflora pottiae
Passiflora pottiae är en passionsblomsväxtart som beskrevs av Cervi och Imig. Passiflora pottiae ingår i släktet passionsblommor, och familjen passionsblomsväxter. Inga underarter finns listade i Catalogue of Life.